# Letizia Bertoni
Letizia Bertoni   (Milà, 5 de març de 1937) és una atleta italiana, ja retirada, especialista en curses de velocitat i tanques, que va competir durant les dècades de 1950 i 1960.
El 1956 va prendre part en els Jocs Olímpics d'Estiu de Melbourne, on disputà dues proves del programa d'atletisme. Fou cinquena en els 4x100 metres, mentre en els 200 metres quedà eliminada en sèries. Quatre anys més tard, als Jocs de Roma, tornà a disputar dues proves del programa d'atletisme. Fou cinquena en els 4x100 metres, mentre en els 80 metres tanques quedà eliminada en sèries.
En el seu palmarès destaca una medalla de bronze en la prova dels 4x100 metres del Campionat d'Europa d'atletisme de 1954, formant equip amb Maria Musso, Giuseppina Leone i Milena Greppi. Guanyà deu campionats nacionals, un dels 200 metres (1962), set dels 80 metres tanques (1958, 1959, 1960, 1961, 1962, 1963 i 1964) i dos dels 4x100 metres (1957 i 1963). Va millorar dues vegades el rècord italià dels 80 metres tanques i dels 4x100 metres.

## Millors marques
- 100 metres. 11.9" (1960)
- 200 metres. 24.6" (1961)
- 80 metres tanques. 11.0" (1963)